# Zanzibarská vlajka

Zanzibarská vlajka
Poměr stran: 2:3

Vlajka Zanzibaru, ostrovního autonomního státu v rámci Tanzanie, byla přijata rozhodnutím místního parlamentu v říjnu 2004 a poprvé byla veřejně vztyčena 9. ledna 2005 na Amaan Stadium ve městě Zanzibar za přítomnosti zanzibarského prezidenta Amaniho Abeida Karumeho.
Vlajka je tvořena listem o poměru stran 2:3 se třemi vodorovnými pruhy, modrým, černým a zeleným. V kantonu (o šířce modrého pruhu, tedy třetiny šířky listu) je Tanzanská vlajka.

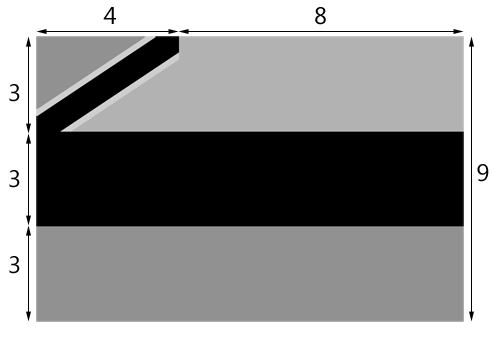
Rozměry zanzibarské vlajky

## Historie
Zanzibarský sultanát původně používal červenou vlajku, přejatou od vládců Maskatu, a to i po roce 1890, kdy se stal britským protektorátem. Po vyhlášení nezávislosti v roce 1963 přibyl doprostřed vlajky zelený kruh se dvěma žlutými poupaty hřebíčku. V roce 1964 došlo k povstání černošské většiny, které vedl John Okello a jeho Afro-Shirazi Party, během něhož se Zanzibar stal republikou. Ta užívala původně černo-žluto-modrou trikolóru, kterou brzy nahradila vlajka se třemi vodorovnými pruhy, modrým, černým a zeleným, doplněnými u žerdi bílým svislým proužkem o šířce jedné šestatřicetiny vlajky. V rámci tohoto státu měl vlastní vlajku také ostrov Pemba: červenou se zeleným obrysem ostrova.
Od 27. dubna 1964 vytvořil Zanzibar s Tanganikou společný stát Tanzanie, který přijal nové státní symboly a tehdejší zanzibarská vlajka se nadále používala jen neoficiálně.

Vlajka zanzibarského sultanátu (1856–1896) Poměr stran: 2:3
Vlajka zanzibarského sultanátu (1896–1963) Poměr stran: 2:3
Vlajka Zanzibarského sultanátu (1963–1964) Poměr stran: 2:3
Vlajka Zanzibarské lidové republiky (leden 1964) Poměr stran: 2:3
Vlajka Zanzibarské lidové republiky a Pemby (01–04 1964) Poměr stran: 2:3
Tanzanská vlajka Zanzibaru (1964–2005) Poměr stran: 2:3
Vlajka Pemby (01–04 1964) Poměr stran: 2:3